# Engenni
L'engenni és una llengua edoid que es parla al sud de Nigèria, a la LGA d'Ahoada West, a l'estat de Rivers i a la LGA de Yenagoa, a l'estat de Bayelsa.
L'engenni forma part del sub-grup lingüístic de les llengües edoid del delta, que són llengües Benué-Congo. Les altres llengües del mateix grup lingüístic són el degema i l'epie.

## Ús i dialectes
L'engenni és una llengua que gaudeix d'un ús vigorós (6a); tot i que no està estandarditzada, és utilitzada per persones de totes les edats i generacions. L'engenni disposa d'una gramàtica des del 1977 i s'escriu en alfabet llatí des del 1972. Segons l'ethnologue, el 1980 hi havia 20.000 egenni-parlants.
Els dialectes de l'engenne són l'ediro, l'inedua, l'ogua i el zarama.

## Població i religió
El 72% dels 41.000 engennis són cristians; d'aquests el 60% són protestants, el 20% són catòlics i el 20% pertanyen a esglésies cristianes independents. El 28% dels engennes restants creuen en religions tradicionals africanes.